# Pagan metal
Pagan metal (česky pohanský metal) je termín označující styl heavy metalové hudby, který spojuje extrémní metal s „předkřesťanskými tradicemi dané kultury nebo náboženstvím skrze svůj tematický koncept, venkovskou melodii, neobvyklé nástroje nebo archaický jazyk“, obvykle se vztahuje k folk metalu nebo black metalu. Autor měsíčníku Metal Hammer Marc Halupczok napsal, že píseň To Enter Pagan, irské skupiny Primordial, přispěla k definování tohoto žánru.

## Charakteristika
Pagan metal je „spíše ideou než žánrem“ v důsledku čehož se jednotlivé kapely jeví jako „výrazně odlišné“.
Basista skupiny Korpiklaani Jarkko Aaltonen poznamenal, že skupiny zpívající o „Vikinzích nebo jiných starověkých kmenech jsou označovány jako pohanské,“ bez ohledu na to zda používají folklorní nástroje. Heri Joensen podává podobný popis pagan metalu, kapely zpívají o „předkřesťanských, evropských tradicích, které mohou být historické i mytologické“ a poznamenává že jde o žánr „hudebně velice různorodý, protože je více o textu než o samotné hudbě“.
Pagan metalové kapely jsou často přeřazovány k viking metalu nebo folk metalu. Například finská kapela Moonsorrow může byt přiřazovaná ke všem třem zmíněným žánrů.

## Seznam kapel
| Kapela             | Země            | Zformována |
| ------------------ | --------------- | ---------- |
| Amorphis           | Finsko          | 1990       |
| Alkonost           | Rusko           | 1995       |
| Arkona             | Rusko           | 2002       |
| Bathory            | Švédsko         | 1983       |
| Beltaine           | ČR              | 1996       |
| Bifröst            | Rakousko        | 2005       |
| Cruadalach         | ČR              | 2008       |
| Cruachan           | Irsko           | 1992       |
| Dyrathor           | Německo         | 2006       |
| Eluveitie          | Švýcarsko       | 2002       |
| Ensiferum          | Finsko          | 1995       |
| Falkenbach         | Německo         | 1989       |
| Finntroll          | Finsko          | 1997       |
| Grai               | Rusko           | 2005       |
| Heidevolk          | Nizozemí        | 2002       |
| Korpiklaani        | Finsko          | 2003       |
| Månegarm           | Švédsko         | 1995       |
| Metsatöll          | Estonsko        | 1999       |
| Menhir             | Německo         | 2003       |
| Moonsorrow         | Finsko          | 1995       |
| Natural Spirit     | Ukrajina        | 1999       |
| Northland          | Španělsko       | 2004       |
| Odraedir           | ČR              | 2009       |
| Odroerir           | Německo         | 1998       |
| Panychida          | ČR              | 2004       |
| Primordial         | Irsko           | 1991       |
| SatanaKozel        | Rusko           | 2003       |
| Suidakra           | Německo         | 1994       |
| Surturs Lohe       | Německo         | 1996       |
| Stribog            | Chorvatsko      | 2006       |
| Skyclad            | Anglie          | 1990       |
| Stworz             | Polsko          | 2015       |
| Turisas            | Finsko          | 1997       |
| Týr                | Faerské ostrovy | 1998       |
| Waylander          | Irsko           | 1993       |
| XIV Dark Centuries | Německo         | 1998       |
| Žrec               | ČR              | 2004       |
| Welicoruss         | Rusko           | 2002       |